# Monaco au Concours Eurovision de la chanson 1978
Monaco a participé au Concours Eurovision de la chanson 1978 à Paris, en France. C'est la vingtième participation de Monaco au Concours Eurovision de la chanson.
Le pays est représenté par Caline et Olivier Toussaint avec la chanson Les Jardins de Monaco, sélectionnés en interne par TMC.

## Sélection
Le diffuseur monégasque TMC choisit l'artiste et la chanson en interne pour représenter Monaco au Concours Eurovision de la chanson 1978.
Lors de cette sélection, c'est les chanteurs français Corinne Sauvage, sous le pseudonyme Caline, et Olivier Toussaint avec la chanson Les Jardins de Monaco qui furent choisis.

## À l'Eurovision

### Points attribués par Monaco
| 12 points | Belgique    |
| 10 points | Allemagne   |
| 8 points  | Italie      |
| 7 points  | Royaume-Uni |
| 6 points  | Luxembourg  |
| 5 points  | France      |
| 4 points  | Espagne     |
| 3 points  | Israël      |
| 2 points  | Suisse      |
| 1 point   | Pays-Bas    |

### Points attribués à Monaco
| 12 points                     | 10 points                           | 8 points            | 7 points             | 6 points            |
| ----------------------------- | ----------------------------------- | ------------------- | -------------------- | ------------------- |
| - Suède                       | - Danemark - Pays-Bas - Royaume-Uni | - Finlande - Israël | - Allemagne - Italie | - Belgique          |
| 5 points                      | 4 points                            | 3 points            | 2 points             | 1 point             |
| - Portugal - Suisse - Turquie | - Grèce - Irlande - Norvège         |                     |                      | - Autriche - France |

Caline et Olivier Toussaint interprètent Les Jardins de Monaco en 14e position sur la scène suivant l'Allemagne et précédant la Grèce. Au terme du vote final, Monaco termine 4e sur 20 pays avec 107 points,.